# Chaetocladium jonesiae
Chaetocladium jonesiae (Berk. & Broome) Fresen. – gatunek grzybów należący do rodziny pleśniakowatych (Mucoraceae). Mikroskopijny.

## Systematyka i nazewnictwo
Pozycja w klasyfikacji według Index Fungorum: Mucor, Mucoraceae, Mucorales, Incertae sedis, Mucoromycetes, Mucoromycotina, Mucoromycota, Fungi.
Po raz pierwszy opisali go w 1854 r. Miles Joseph Berkeley i Christopher Edmund Broome, nadając mu nazwę Botrytis jonesiae. W 1863 r. Georg Fresenius przeniósł go do rodzaju Chaetocladium. Synonimy:
- Botrytis jonesiae Berk. & Broome 1854
- Chaetocladium fresenianum Bref. 1881
- Chaetocladium fresenii Tavel 1892
- Chaetocladium fresenii Bref. 1891[2].

## Występowanie i siedlisko
Znane jest występowanie Chaetocladium jonesiae w niektórych krajach Europy, w nielicznych miejscach Ameryki Północnej iAzji. Podano jego stanowiska również w Polsce.
Grzyb nagrzybny będący fakultatywnym pasożytem innych pleśniakowców (Mucorales).